# 磷酸二氢铝
磷酸二氢铝（英文：aluminium tris(dihydrogen phosphate)）是一種無機化合物，由鋁、磷、氧、氫組成，化學式為Al(H2PO4)3。能吸收紅外線、絕緣性、熔點高，故耐高溫、能吸收力學波，故具抗震效果、具有一定的硬度，故不易剝落，在工業相關技术上都有用途。

## 制備
它可由磷酸和硝酸铝反应制备。以氢氧化铝为原料，按化学计量比和磷酸在120~170 °C反应，也能得到产物：
Al(OH)3 + 3 H3PO4 → Al(H2PO4)3 + 3 H2O
过低或过高的反应温度会产生铝的其它磷酸盐。